# Meco (zenész)
Meco, született Domenico Monardo (Johnsonburg, Pennsylvania, 1939. november 29. – 2023. május 25.) olasz származású amerikai zenész és zeneszerző, a Meco nevű stúdióegyüttes vezetője. 1977-ben vált világhírűvé, amikor diszkófeldolgozást készített a Csillagok háborúja című film kísérőzenéjére. Később a folytatások zenéjét is feldolgozta, sőt a Meco repertoárjának javát is különféle filmzenék diszkóverziói alkotják.

## Karriertörténet

### A kezdetek
Az olasz származású Domenico Monardo édesapja harsonás volt, aki megtanította a fiát ezen a hangszeren játszani. Domenico ugyan jobban szeretett volna dobolni tanulni, de édesapja meggyőzte őt arról, hogy a harsona a neki való hangszer. Középiskolás korában csatlakozott a sulizenekarhoz, egy idő után pedig saját dixieland együttest alapított. 1957-ben lediplomázott, majd nyert egy ösztöndíjat Rochesterbe, az Eastman School of Musicba. Itt főleg klasszikus zenét és dzsesszt tanult. Két barátjával, Chuck Mangionéval és Ron Carterrel létrehozta az Eastman School of Music Jazz Bandet. Ezután katona lett, a West Point Akadémián a kadétzenekarban játszott, és egy őrmestertől elsajátította a hangszerelés fortélyait. Miután visszatért a civil életbe, New Yorkba költözött. Chuck Mangione mutatta be Kai Windingnek. Monardo csatlakozott Winding együtteséhez: 1965 és 1974 között stúdiózenészként ténykedett. Kezdetben nem érdeklődött különösebben a popzene iránt, de aztán meghallotta Petula Clark Downtown című világslágerét, és megváltozott a véleménye a műfajról. Hangszerelésbe fogott, így például az ő nevéhez fűződik a kürtszólam Tommy James Crystal Blue Persuasion című albumán és a Neil Diamond nevével fémjelzett Cola-reklámban. Mint harsonás, dolgozott Tommy James, Diana Ross és David Barretto lemezein. 1974-ben Tony Bongiovi lemezproducer és Harold Wheeler társaságában megalapította a Disco Corporation of America nevű lemezcéget, ahol 1976-ig producerként ténykedett. E vállalat nevéhez fűződnek a diszkózene olyan korai világslágerei, mint Gloria Gaynor Never Can Say Goodbye és Carol Douglas Doctor’s Order című felvételei. Mecónak az volt a véleménye, hogy a diszkózene eleinte a frissesség és újdonság erejével hatott, mert gyökeresen eltért a korábbi divatos zenei irányzatoktól, később azonban felhígult és unalmassá vált.

### Csillagok háborúja
1977. május 25-én, a premier napján Monardo megtekintette a Csillagok háborúja című új filmet, mely jószerivel ismeretlen színészekkel készült. Az élmény teljesen lenyűgözte, és a következő napokban összesen 11-szer nézte meg George Lucas alkotását. Természetesen John Williams muzsikája is nagy hatással volt rá, és az az ötlete támadt, hogy egy negyedórás diszkózenei feldolgozást készítene a film zeneanyagából, beleértve az „űrkocsmá”-ban játszó együttes zenéjét, illetve R2-D2 hangját is. Kapcsolatba lépett a Casablanca Records alapítójával, Neil Bogarttal, és előadta neki az ötletét. A Csillagok háborúja elképesztő sikerét látva Bogart megadta a kívánt támogatást Mecónak, hogy elkészíthesse a tervezett feldolgozást, amelyből addig még egyetlen taktust sem hallott. A szerződést Meco a Millennium Recordsszal, a Casablanca egyik leányvállalatával kötötte meg. Monardo 75  zenészt szerződtetett a felvételekhez: mindaddig nem volt példa arra, hogy egy poplemez ennyi muzsikus közreműködésével készüljön. A harsonán és a billentyűs hangszereken maga Meco játszott. Három hét alatt készült el az anyag, amely a Star Wars and Other Galactic Funk című album „A” oldalán kapott helyet, és rövidített változatban kis- és maxilemezen is megjelent. A siker elképesztő volt: Meco változata kb. 1 hónappal később jelent meg, mint az eredeti filmzene, mégis kelendőbb kiadvány lett, és 1977. október 1-jén átvette a vezetést az amerikai slágerlistán. Ezt a pozíciót két hétig tudta tartani. Mecót jelölték az 1977-es év legjobb instrumentális popelőadójának járó díjra, amit ugyan el is nyert, ám a díj végül valahogy John Williamsnél kötött ki. Az európai Hot Blood diszkóprojekthez hasonlóan – melynek közreműködői szintén nem vállaltak élő fellépéseket – a Meco slágerének népszerűsítésére is verbuválódott egy formáció, melynek tagjai azonban kizárólag arcukat és tánctudásukat adták a produkcióhoz. A Meco néven fellépő csapat tagjait Norby Walters ügynök szervezte. A közreműködők – Carmine Giovinazzo, Stan Glogicheski, Tommy Rocco, Tony Abruzzo és Tony „Butch” Gerace – az Egyesült Államokban és Kanadában léptek fel a Meco zenéjére összeállított műsorukkal.

### Galaktikus klasszikusok
A Star Wars and Other Galactic Funk LP sikerén felbuzdulva a Meco–Bongiovi–Wheeler-trió még 1977 telén megjelentette az Encounters of Every Kind című albumot. Ez tulajdonképpen egy zenés időutazás egymillió évvel az időszámítás előttől egészen 1979-ig, 9 szerzemény segítségével, melyek non-stop diszkóegyveleg formájában hallhatók a lemezen. Az utolsó tétel Steven Spielberg Harmadik típusú találkozások (1977) című vadonatúj sci-fijének fő zenei témája, mely szintén John Williams szerzeménye. A következő esztendőben a klasszikus mesefilm, az Óz, a csodák csodája (1939) kísérőzenéje született újjá Monardo jóvoltából, ugyancsak egy folyamatos diszkóegyveleg formájában. 1979 sem múlt el Meco-album nélkül: a Superman and Other Galactic Heroes fő attrakciója természetesen a nagy sikerű film, a Superman (1978) zenei témáinak feldolgozása volt. Maga az eredeti szerző, John Williams írt ajánlást Meco albumára. Ugyanebben az évben megjelent Monardo Moondancer című nagylemeze is, amely ugyan szerves része volt a részben általa népszerűvé vált space-disco irányzatnak, ugyanakkor azonban nem kapcsolódott semmilyen filmhez sem. 1980-ban került a mozikba a Csillagok háborúja folytatása, A Birodalom visszavág, melynek zenéjét Monardo természetesen szintén feldolgozta. A 4 szerzeményt tartalmazó EP azonban eltért a Star Wars diszkóverziójától. Harold Wheeler helyébe ugyanis a korábbi Meco-lemezek gitárosa, Lance Quinn lépett, a hangzás pedig a diszkó helyett inkább rockorientált lett. Változás volt egyébként a kiadót illetően is: a Millennium Records és Casablanca Records helyett az új lemezt már az RSO Records adta ki, egyenesen George Lucas támogatásával. A Lucasfilm természetesen engedélyezte a film hangeffektjeinek a felhasználását is. Az EP nagy sikerének hatására Lucas még egy Meco-projekt támogatásában is részt vett: a Christmas in the Stars (The Star Wars Christmas Album) ugyancsak az RSO Records címkéje alatt jelent meg, a hangszerelést pedig ismét Harold Wheeler végezte. A lemez elkészítésében részt vett Anthony Daniels is, aki a filmben C-3PO szerepét játszotta, a vokálban pedig a rockzene későbbi csillaga, John Bongiovi is közreműködött. A lemezborítót a Star Wars-trilógia számos reklámanyagának tervezője, Ralph McQuarrie készítette. 1980 egyébként mozgalmas év volt Monardo számára. Feldolgozta a Magyarországon is sikerrel játszott A sógun című tévésorozat fő és szerelmi témáját, melyeket kislemezen adott ki. A Casablanca Records megjelentette a Music from Star Trek and The Black Hole című nagylemezét. Ennek egyik oldalán a Star Trek mozifilm zeneanyagát dolgozta fel, a másikon pedig a Walt Disney-cég látványos, de megbukott sci-fije, A fekete lyuk kísérőzenéjét. A Casablanca Records 1980-ban piacra dobta még az Across the Galaxy című válogatáslemezt is.

### Amerikai farkasember, elveszett frigyláda és egyéb filmzenetémák
1981-ben a Polygram Pictures kérte fel Mecót, hogy dolgozza fel új sikerfilmjük, a John Landis rendezte Egy amerikai farkasember Londonban (An American Werewolf in London) kísérőzenéjét. A hangszerelést Monardo mellett William Motzing és Lance Quinn végezte, az albumot pedig a Casablanca Records adta ki. A folytatás egy kislemez volt, melyen Meco Steven Spielberg aktuális sikerfilmje, Az elveszett frigyláda fosztogatói (1981) zenéjének két részletét dolgozta fel. Ugyanebben az évben került az üzletekbe a Summer of ’81 című kislemez is, melyen a The Beach Boys nagy slágereiből készült egyveleg hallható. Ezzel a kiadvánnyal Meco a holland Stars on 45 stúdiózenekar által elindított egyvelegdivatnak hódolt. 1982-ben folytatódott az egyveleggyártás a Pop Goes the Movies című albummal, melyen Monardo 28 klasszikusnak mondható filmzenét és -dalt dolgozott fel egyveleg formájában. Az összeállítás rövidített változatban maxilemezen is megjelent. A sikert követően külön albumon idézték fel az 1930-as, 1940-es évek filmslágereit: a lemez a Swingtime’s Greatest Hits címet kapta. Ugyanebben az évben Meco elvállalta, hogy Kenny G első szólólemezének producere legyen. 1983 a mozikban A Jedi visszatér éve volt, és Monardo már csak mint vérbeli Star Wars-rajongó sem hagyhatta ki, hogy feldolgozza a harmadik rész zeneanyagát. Az Ewok Celebration címadó tétele természetesen maxilemezen is megjelent. (Évekkel később George Lucas átdolgozta a trilógia mindhárom részét: A jedi visszatér például teljesen új befejezést kapott, így a Meco-album címében is szereplő Ewok Celebration az új filmverzióban már nem hallható.) A nagylemezen egyébként közreműködött Kenny G is, ám C-3PO rapbetétjét ezúttal nem Anthony Daniels, hanem Duke Bootee adta elő. 1985-ben Meco a K-Tel lemezcég emblémája alatt adta ki a Hooked On Instrumentals című lemezét, majd 3 évre teljesen eltűnt a zenei életből. Mint mondotta, „nem akarok egyelőre mást csinálni, csak golfozni”. Miután kigolfozta magát, Floridában brókerként vállalt munkát. 1999-ben Meco neve újra megjelent a popvilágban, hiszen ebben az esztendőben – bő másfél évtized szünet után – folytatódott a Star Wars-saga. 2000-ben Monardo egy válogatáslemezen tette közzé a széria zenéi alapján készített újabb feldolgozásait. Az album címe: The Complete Star Wars Collection. Meco akkor ígéretet tett arra, hogy nem fog megfeledkezni az újabb folytatások zenéiről sem, ám ígéretét 2008-ig nem tartotta be, noha azóta teljessé vált a második Star Wars-trilógia is.

## Diszkográfia

### Kislemezek, maxik
- 1977 Star Wars Theme – Cantina Band / Funk
- 1977 Theme from Close Encounters / Meco’s Theme
- 1977 Theme from Close Encounters / Roman Nights
- 1978 Topsy / Lady Marion
- 1978 Theme from Wizard of Oz / Fantasy
- 1979 Devil Delight (promóciós lemez)
- 1979 Devil’s Delight / Grazing in the Grass
- 1979 Moondancer (promóciós lemez)
- 1979 Themes from Superman (promóciós lemez)
- 1979 Themes from Superman / The Boy Wonder
- 1979 Theme from Superman / Can You Read My Mind
- 1979 Love Me Dracula
- 1980 Empire Strikes Back (Medley) / The Force Theme
- 1980 Love Theme (Mariko) / Main Theme of Shogun
- 1980 What Can You Get a Wookiee for Christmas (When He Already Owns a Comb)? / R2-D2 We Wish You a Merry Christmas
- 1981 The Raiders March / Cairo Nights (Bolero de Cairo)
- 1981 Blue Moon / You Gotta Hurt Me
- 1981 Summer ’81  (Medley) / Out in California
- 1982 Pop Goes the Movies (Part 1) / Pop Goes the Movies (Part 2)
- 1982 Big Band Medley
- 1983 Ewok Celebration / Lapti Nek
- 1983 Ewok Celebration (Club Version) / Ewok Celebration (Dub Version)
- 1983 Ewok Celebration (Stereo) / Ewok Celebration (Mono)
- 1984 Anything Goes / Music Makers
- 1992 Star Wars Theme – Cantina Band / Theme from Close Encounters

### Albumok, EP-k, válogatások
- 1977 Star Wars and Other Galactic Funk
- 1977 Encounters of Every Kind
- 1978 The Wizard of Oz
- 1979 Superman and Other Galactic Heroes
- 1979 Moondancer
- 1980 Meco Plays Music from The Empire Strikes Back (EP)
- 1980 Christmas in the Stars: Star Wars Christmas Album
- 1980 Music from Star Trek and The Black Hole
- 1980 Across the Galaxy (válogatás)
- 1981 Meco’s Impressions of An American Werewolf in London
- 1982 Pop Goes the Movies
- 1982 Swingtime’s Greatest Hits
- 1983 Ewok Celebration
- 1985 Hooked on Instrumentals
- 1996 Christmas in the Stars: Star Wars Christmas Album (az 1980-as album CD-n)
- 1997 The Best of Meco (válogatás)
- 1999 Star Wars and Other Galactic Funk (az 1977-es album CD-n, 2 bónuszfelvétellel)
- 2000 Dance Your Asteroids Off: The Complete Star Wars Collection (válogatás)
- 2005 Star Wars Party (csak az interneten keresztül kapható)

### Weboldalak
- The Official MECO Fan Page! (angol nyelven). [2005. szeptember 12-i dátummal az [ eredetiből] archiválva]. (Hozzáférés: 2009. augusztus 25.)
- Angol nyelvű pályakép Archiválva 2008. május 17-i dátummal a Wayback Machine-ben
- Angol nyelven az előadóról

### Videók
- Star Wars
- The Empire Strikes Back
- Wizard of Oz
- Close Encounters of Third Kind